# Sven-Erik Sjöberg
Sven-Erik Sjöberg, född 1943, är en svensk fotograf verksam på Dagens Nyheter. Han har tilldelats utmärkelsen Årets bild sex gånger mellan 1970 och 1992.
Sjöberg är självlärd som fotograf. Han började fotografera som 12-åring och sålde då sin första bild till Trelleborgs Allehanda. Han blev anställd på Dagens Nyheters bildbyrå i Malmö 1961 och från 1965 arbetade han på DN i Stockholm. Han tog Årets bild 1970, 1972, 1986, 1988, 1989 och 1992.